# NGC 6025
NGC 6025 (другие обозначения — OCL 939, ESO 136-SC14) — рассеянное скопление в созвездии Южный Треугольник.
Этот объект входит в число перечисленных в оригинальной редакции «Нового общего каталога».